# Cidamón
Cidamón es un municipio de la comunidad autónoma de La Rioja (España), situado en el alto del Valpierre. Una gran llanura situada entre los valles del Ebro, Oja, Najerilla y Tuerto. Es una de las históricas catorce villas que conformaban la Junta del Valpierre.
La localidad de Cidamón está vinculada históricamente a los condes de Hervías y Montalvo, que eran también «señores de Cidamón», de los que fue propiedad el caserío y las tierras adyacentes. Por ello la iglesia, la ermita del Buen Suceso y algunos antiguos edificios son hoy de propiedad privada, y se encuentran rodeados por una valla, por lo que no hay núcleo urbano sino casas dispersas, por lo que a pesar de ser el núcleo administrativo principal, no funciona como núcleo social y económico del municipio.
El mayor centro urbano y económico del municipio es la finca agropecuaria de Casas Blancas, actualmente propiedad de los condes de Cadagua, donde vive y trabaja la mayor parte de la población. Casas Blancas se encuentra dividido a la mitad entre los municipios de Cidamón y San Torcuato, y está sufriendo un importante deterioro, debido a que las propietarias de esta finca no apuestan prácticamente por la continuidad a largo plazo de su empresa por su escaso rendimiento.
Por último la localidad de Madrid de los Trillos es un conjunto de nobles caseríos, que también están vinculados originalmente a la explotación agrícola de los condes de Hervías de esta zona del Valpierre.

## Toponimia
En un bula de 1199 por la que se concedían privilegios al monasterio de San Millán de la Cogolla ya aparecía nombrada como Cidamon, que según Alarcos, provendría del árabe sayyid, «señor» y del antropónimo Hammud. Por lo tanto habría sido impuesto en época árabe.

## Historia
Cidamón aparece citado por primera vez en documentos relacionados con matrimonios y herencias de familias nobles del siglo XII. En la Historia de la Casa Lara de Luis de Salazar y Castro se cita al señor de Villamadoni, Cidamón y Nograro, Ortien Ortiz Calderón.
En el siglo XV, otro señor de Cidamón, el capitán Íñigo Ortiz de Zúñiga, donó unos terrenos donde, a mediados de siglo, el padre Lope de Salinas fundó el convento de la orden de los franciscanos Nuestra Señora de los Ángeles. Cómo tal, este convento no se conserva hoy en día, ya que fue trasladado a Santo Domingo de la Calzada un siglo después en 1535, pero sí sus restos arquitectónicos, puesto que el palacio y la iglesia existentes hoy en Cidamón se asientan sobre los restos del convento.
La localidad perteneció posteriormente a los condes de Hervías y Montalvo, desde que en 1681 Francisco José Manso de Zúñiga y Melo, III conde de Hervías, y señor de Cañas, Canillas de Río Tuerto y de San Torcuato se casase con María Magdalena de Arista Echauz, señora de Cidamón, Montalvo, Las Cuestas, Azofra, Saúco y Ribavellosa. Desde entonces fueron los encargados de nombrar al alcalde.
En el año 1790 Cidamón fue uno de los pueblos fundadores de la Real Sociedad Económica de La Rioja, la cual era una de las sociedades de amigos del país fundadas en el siglo XVIII conforme a los ideales de la ilustración.
En 1791 se reunirían en esta localidad los apoderados de las localidades de La Rioja castellana, en la quinta junta de la Sociedad de Cosecheros de La Rioja, marcando otro de los hitos de la emancipación político-administrativa de La Rioja, cómo ya fuesen posteriormente la Convención de Santa Coloma de 1812 y la Asamblea de los Pueblos Riojanos de Torremontalbo en 1820.
En el volumen del Diccionario geográfico-histórico de España que realizó Govantes en el año 1846 que constituye su «Sección II» y abarcaba según aparece en su título «La Rioja o Toda la Provincia de Logroño y algunos pueblos de la de Burgos» citó a la localidad de Cidamón como «El Estado de Cidamón» o «La Granja», y ya mencionaba que se conformaba, a mediados del siglo XVIII, en torno a dos espacios claramente definidos: el residencial de abolengo aristocrático y el agropecuario. También se mencionaban en aquel diccionario los históricamente buenos campos de cultivo con los que contaba Cidamón para la vid y el cereal, diciendo: «que en el conjunto de la granja se trabajan tierras de sembradura para grano, pero también tienen plantadas de viñas con una alameda con huerta adjunta para legumbres alimentada por una fuente y poza».
Con la división en intendencias realizada en el siglo XVIII formó parte de la intendencia de Burgos. En la división provincial de España quedaría en la provincia de Logroño el 30 de noviembre de 1833.

## Demografía
Cuenta con una población de 17 habitantes (INE 2024).
| Gráfica de evolución demográfica de Cidamón entre 1842 y 2021 |
| |
| Población de derecho según los censos de población del INE Población de hecho según los censos de población del INEEntre el censo de 1857 y el anterior, crece el término del municipio porque incorpora a 265006 (Negueruela) |

Cidamón es un municipio de unas características demográficas muy peculiares. Esto se debe a que la mayor parte de su población trabaje en las empresas agrícolas y ganaderas (avícolas concretamente) de la población de Casas Blancas. Esto hace que la población del municipio fluctúe en función del número de trabajadores de dichas empresas, y genera que gran parte de esa población no tenga vínculos familiares con el municipio (en 2007 sólo el 2,7 % de la población había nacido en el municipio, la tasa movilidad más alta de La Rioja).

### Demografía reciente del núcleo principal
Cidamón (localidad) contaba a 1 de enero de 2010 con una población de 15 habitantes, 5 hombres y 10 mujeres.
| Gráfica de evolución demográfica de Cidamón (localidad) entre 2001 y 2019                        |
|                                                                                                  |
| Población de derecho (2000-2019) según los censos de población del INE a 1 de enero de cada año. |

### Población por núcleos
| Núcleos               | Habitantes (2001) | Habitantes (2010) |
| --------------------- | ----------------- | ----------------- |
| Cidamón               | 7                 | 15                |
| Casas Blancas         | 33                | 22                |
| Madrid de los Trillos | 0                 | 0                 |
| Negueruela            | 0 (despoblado)    | 0 (despoblado)    |

## Patrimonio

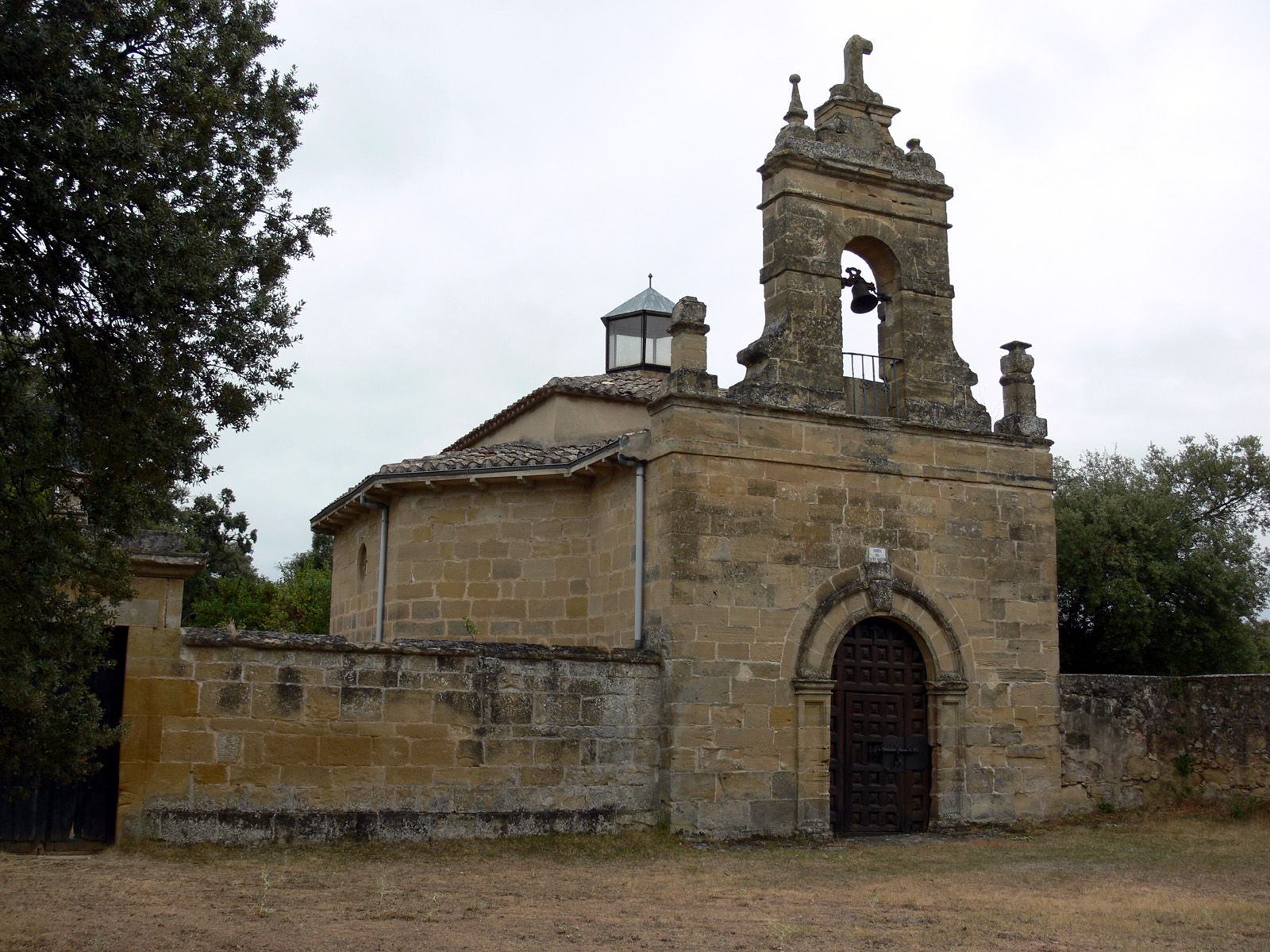
Ermita de la Virgen del Buen Suceso

- Iglesia de Nuestra Señora de los Ángeles: Fue construida durante el siglo XVIII. Este templo, edificado en sillería y mampostería, consta de una sola nave, compuesta de dos tramos, que está cubierta con una bóveda de aristas y lunetos. La cabecera, sin embargo, está fechada en el siglo XVI, presenta forma cuadrangular y cuenta con cuatro hornacinas. Los arcos del templo son de medio punto. En el interior de la iglesia de los Ángeles, destaca el lienzo del Cristo de Cádiz del siglo siglo XVII, así como el retablo mayor, de estilo rococó, realizado en el XVIII. Esta iglesia sustituyó a la antigua parroquia de Santo Tomás de Negueruela, que se encuentra en estado ruinoso.[9]
- Ermita de la Virgen del Buen Suceso: Es un templo de sillería de finales de los siglo XVII y principios del XVIII, de estilo barroco. Se sitúa a un kilómetro del núcleo de Cidamón en dirección a Casas Blancas. El crucero está cubierta por una cúpula sobre pechinas que exhiben los escudos de los condes de Hervías. Los arcos de esta ermita, de pilastras toscanas, son de medio punto. En el interior, destaca un retablo barroco del siglo XVIII.[9]
- Santo Tomás de Negueruela: Actualmente está en ruinas. Se sitúa a unos 3,7 km al sur de la localidad de Cidamón, pasando la localidad de San Torcuato. Era la iglesia parroquial del pueblo de Negueruela, ya despoblado, y del propio Cidamón antes de la construcción de la iglesia de los Ángeles.

## Administración y política
El Ayuntamiento está formado únicamente por el alcalde, Joaquín Yusta de la Calle, del Partido Popular. Yusta consiguió 23 votos en las últimas elecciones de 2003, frente a los 8 de David Peña Soria, del Partido Riojano. Desde las elecciones de 1991 el ayuntamiento tiene un solo miembro. Desde esa fecha siempre ha estado gobernado por el PP, salvo de 1995 a 1999, tras la victoria electoral del Partido Riojano.
De 1979 a 1991 el ayuntamiento estuvo formado por cinco concejales. En las primeras elecciones, el PSOE consiguió todos los concejales ya que fue la única candidatura presentada. El PSOE mantuvo la mayoría absoluta hasta 1991, cuando empató a votos con el PP, ganando la alcaldía estos últimos.
| Periodo   | Nombre                               | Partido                                  |
| --------- | ------------------------------------ | ---------------------------------------- |
| 1979-1983 | Tomás Montenegro Noceda              | Partido Socialista Obrero Español (PSOE) |
| 1987-1991 | Emilio Fernández Calderón            | Partido Socialista Obrero Español (PSOE) |
| 1991-1995 | Rufina Mªde las Nieves Soria Asensio | Partido Popular (PP)                     |
| 1995-1999 | Rufina Mªde las Nieves Soria Asensio | Partido Riojano (PR)                     |
| 1999-2003 | Cecilio Lapeña Ruiz                  | Partido Popular (PP)                     |
| 2003-2007 | Joaquín Yusta de la Calle            | Partido Popular (PP)                     |
| 2007-2011 | Joaquín Yusta de la Calle            | Partido Popular (PP)                     |
| 2011-2015 | Joaquín Yusta de la Calle            | Partido Popular (PP)                     |
| 2015-2019 | Joaquín Yusta de la Calle            | Partido Popular (PP)                     |
| 2019-2023 | Joaquín Yusta de la Calle            | Partido Popular (PP)                     |

## Personas destacadas
- Luis María Peña Blanco (1936-2017): Empresario